# 许莉
许莉（1989年12月17日—）是一名中国女子摔跤运动员。她在2008年北京夏季奥林匹克运动会中，参加了女子自由式55公斤比赛并获得一枚银牌。